# شوفان عريان
شُوفان عُرْيَان أو خَرْطَال عُرْيَان أو زُمَّيْر نَبوي نوع من الحشائش النجيلية ذات بذور صالحة للأكل من جنس الشوفان.
ينفصل السنف عند الدرس بسهولة عن الحبوب. تكثر زراعته في البلاد الأمريكية.